# Guerre colombo-péruvienne de 1932-1933
La guerre colombo-péruvienne de 1932-1933 est un conflit armé entre la République de Colombie et la République du Pérou, qui dure entre le 1er septembre 1932 et le 24 mai 1933.

## Contexte
Les frontières entre la Colombie et le Pérou, telles que définies par le traité Salomón–Lozano du 24 mars 1922, qui fut ratifié le 19 mars 1928 par les deux pays, fixent la région du « Trapèze de Leticia » comme territoire colombien.
Néanmoins, dans la nuit du 31 août au 1er septembre 1932, un groupe armé péruvien envahit la zone. Le Pérou, s’il affirme qu’aucun de ses officiers ou soldats ne participent à cet assaut, l’interprète comme un acte patriotique, d’irrédentisme, c’est-à-dire émanant de la population qui revendique le rattachement du trapèze à l’État péruvien. 
Le 1er septembre 1932, le président péruvien Luis Miguel Sánchez déploie deux régiments de l'armée péruvienne à Leticia et Tarapacá, deux villes péruviennes dans l'Amazonas (Colombie), aujourd'hui en Colombie. 
Ces actions furent largement ignorées par le gouvernement colombien.

## Le patriotisme colombien
Ce n'est que le 17 septembre que le gouvernement colombien prend acte des actions péruviennes. Les forces armées péruviennes postées sur les rives du río Putumayo stoppent de nombreux bateaux de commerce naviguant vers Leticia. Il en résulte une explosion de patriotisme colombien. Laureano Gómez, chef de la minorité du Sénat proclame : « Paix, paix, paix à l'intérieur de la Colombie; Guerre, guerre, guerre sur la frontière contre nos abjects ennemis. »
Le 19 septembre, le quotidien colombien El Tiempo annonce qu'il a reçu plus de 10 000 lettres appelant à la guerre et au contrôle de Leticia. Le même jour des milliers d'étudiants colombiens défilent dans les rues de Bogota en chantant : « Sánchez Cerro mourra et la Colombie vaincra ! ». Vásquez Cobo (es) est nommé général de la marine colombienne amazonienne et 10 millions de dollars sont approuvés par le Sénat pour financer son action. Plus de 400 kilos d'or sont donnés par les villes colombiennes comme symbole de gratitude envers l'ingénieur Huilan, César García Álvarez.

## La guerre
Le président péruvien Sánchez pensait que la Colombie n'avait aucune chance de se défendre : manquant de route et d'une marine propre, la région amazonienne n'accueillait aucune présence militaire : ce n'est qu'en décembre 1932 que le général Alfredo Vásquez Cobo (es) atteint l'Amazone avec une flotte de vieux bateaux acquise en Europe. 
En 90 jours, la Colombie organise une réponse militaire respectable à l'invasion péruvienne. Herbert Boy (pl) et les autres aviateurs allemands de SCADTA (qui deviendra plus tard Avianca) adaptent leurs avions commerciaux pour la guerre et forment une armée de l'air colombienne temporaire[réf. nécessaire]. 
La première attaque de la Marine colombienne cible Tarapacá. La cité est choisie car Leticia est à la frontière du Brésil et les forces colombiennes ne veulent pas étendre le conflit en permettant aux Péruviens de fuir au Brésil[réf. nécessaire]. 
La prise de Tarapacá est une bataille sanglante. La veille, le 14 février 1933, les forces aériennes péruviennes ont tenté de bombarder la flotte colombienne mais la plupart des bombes ont manqué leur cible. Le reste des forces péruviennes quitte la zone tandis que la flotte colombienne arrive le lendemain.
Le premier combat aérien d'Amérique du Sud se déroula durant cette guerre entre les forces aériennes colombiennes et péruviennes.
Le même jour, le président colombien Enrique Olaya rompt les relations avec le gouvernement péruvien en raison de l'attaque aérienne. Ne voulant pas entraîner le Brésil dans la guerre, il renonce à ordonner une attaque sur Leticia.
Le 30 avril 1933, après un discours au Senatal Dome de Lima, le président péruvien Sánchez est abattu par un jeune cuisinier. 15 jours plus tard son successeur, Oscar R. Benavides, rencontre le chef du parti libéral colombien, Alfonso López Pumarejo, pour conclure un accord. Ils décident alors de retourner à la situation territoriale antérieure au conflit en attendant le règlement du contentieux par des négociations, notamment grâce à l'intervention de la Société des Nations.

## Résolution du conflit
Les négociations prennent place à Rio de Janeiro, au Brésil, à partir de mai 1933 sous l’égide de la Société des Nations qui envoie également sur place une commission le mois suivant, chargée de l’administration de la zone litigieuse de Leticia en attendant l’aboutissement des négociations. 
Sur proposition d’un accord par la Société des Nations accepté par les deux pays, est signé le 24 mai 1934 le protocole de Rio  de Janeiro qui réaffirme les frontières définies en 1922 entre les deux pays. Cet accord permet d’un côté à la Colombie de récupérer le territoire du trapèze de Leticia et de l’autre côté l’engage à conclure des accords spéciaux concernant le commerce et la libre circulation fluviale avec le Pérou, permettant ainsi de satisfaire les deux parties. Enfin, le 19 juin 1934, la Commission remet officiellement le trapèze de Leticia à la Colombie mettant fin au conflit.
Le traité Salomón–Lozano est réaffirmé par ce traité de paix.

## Remarques
La commission, chargée d’administrer la province de Leticia en attendant l’aboutissement des négociations, présente comme caractéristique nouvelle la constitution d’une force de police propre pour permettre l’administration provisoire de la province. Cette force bien qu’uniquement composée de soldats colombiens arborant le drapeau de la Colombie, se distingue par des sigles et attributs spécifiques comme des brassards lui permettant ainsi de se démarquer de l’armée régulière de Colombie.
Avant de porter cette affaire devant la Société des Nation le 17 février 1933, le Pérou avait tout d’abord tenté de saisir le 30 septembre 1932, la Commission permanente de Conciliation internationale située à Washington mais sans succès. Un parallèle peut alors être fait avec la crise du Chaco qui, au contraire, avant d’avoir été définitivement réglée par les États-Unis d’Amérique, avait été portée par la Société des Nations.